# ハヤトの野望
ハヤト（12月17日 - ）は、YouTubeを中心に、ハヤトの野望（ハヤトのやぼう）名義で活動している、日本のゲーム実況者。ゲーム制作者の意図に反した、実験的プレイ動画の投稿・配信を得意としている。かつてはUUUMに所属していた。鹿児島出身、昭和生まれ。

## 経歴
2008年
- Fantasy Earth Zeroの実況配信の影響で、自身もLIVE配信を開始。

2011年
- ニコニコ動画に生放送コミュニティを開設。

2016年
- FRESH! by AbemaTVにチャンネルを開設。
- Youtubeチャンネル『ハヤトの野望』を開設。

2018年
- 5月、Youtubeチャンネルに動画投稿を開始。
- 11月、Youtubeマルチチャンネルネットワーク『UUUM』に加入。

2019年
- 11月26日、YouTubeチャンネル登録者数10万人を達成[8]。

2021年
- 2月、UUUMを退所[9]。以後、顔出しの活動が本格的に解禁される。

2022年
- 2月
  - 4日、アクターズスクール広島(ASH)とSTU48によるアイドルオーディション企画『New Wave Project』のSNS＆配信講師を務める。
  - 18日、「ハヤトの野望公式オンラインストア」にてグッズ販売開始。『Cities: Skylines』の動画配信内容に即した「汚水コースター」や、シンプルなロゴデザインのグッズ等を展開[10][11]。
- 9月
  - 17日、ゲーマーズ秋葉原本店にて期間限定のポップアップストアを開設。9月23日には自身初のサイン会＆トークイベントも実施。それに伴い新たなグッズも複数制作しており、配信動画内で動物達との戯れが人気だった『Ranch Simulator』を連想させるグッズも販売された[12][13][14][15]。
  - 27日、視聴者の支援を受けて制作された、Vtuber活動向けキャラクターモデルを披露。以後、公開収録時のフリートーク・コーナーで多用される[16]。

2023年
- 8月
  - 10日、『Cities: Skylines』のプレイや雑談をしながら、登録者数100万人を目指すライブ動画を配信し、登録者数100万人を達成する[17]。
  - 23日、『Cities: Skylines2』の日本初の実況ライブを、ワールドプレミアLIVE配信として行う。

## 内容
シミュレーションゲームやロールプレイングゲーム等ジャンルを問わないゲーム実況動画を公開している。YouTubeチャンネルの概要で「いたずら心のある大人の遊び場」と記載されている通り、シミュレーションゲーム『Cities: Skylines』や『ザ・シムズ4』 『カイロソフト』シリーズにおいては「うずまき状に道路を敷けば絶対渋滞しない街になる」 「下水を市民が飲み干せば水質汚染は完全になくなる」等の極端な仮定に基づいた実験的なゲームプレイや、『Ranch Simulator』や『Raft』を始めとする3Dゲームにおいては、ゲーム開発者の想定を超えた高さの建造物を構築し、デバッグテストさながらのゲームバランス破綻も狙う。
2020年以降は、YouTubeのライブにて1 - 2時間程度の公開収録を頻繁に行っており、視聴者とのコミュケーションを行えるフリートークコーナーも設けている。

## 人物
- 2018年の動画投稿開始当初は、当時の自身容姿を投影した「ドットキャラ風の眼鏡少年」や、和服に眼鏡を着用した「武将風の自画像」を、チャンネルアートやアイコンに用いていた[4][27]。
- チャンネルのマスコット・キャラクターは、配信スタイルにある「悪だくみ感」を強調したピンク色の「ハヤトス犬」で、UUUM所属時の2020年4月に発表され、2年間程はアイコンにも利用されていた[28][29]。
- 2022年6月以降は、眼鏡を外して頭髪にパーマを掛けての、顔出し出演が増えた事に即し、近未来的衣装を纏った「新たな自画像」を、チャンネルアートやアイコンに用いている[30]。

- 詳細プロフィールは公開していないが、2020年以降は動画・X・Instagramで、積極的に自身の素顔を晒して活動しており、身長は170センチ弱で、加藤諒と星野源を足して2で割った顔と言われた事もある[31][32]。
- 芸風の一つとして「俺は長男だから！」と頻繁に発言していたが、本当は次男だった[33]。
- ジョニーというハムスターを飼っている。以前は、ゆきちというハムスターもいたが2020年9月に死亡した[34][35]。
- 故郷の鹿児島には定期的にふるさと納税をおこなっており、同地をシミュレーションゲームの舞台とすることも多い[36]。
- UUUM退所後は、東京都内に在る2LDK以上の一室を拠点とし、数人のスタッフと共に活動している[37][38][39][40][41]。
- 彼の名前は、両親がハヤトともう一つの名前を考えていたが、そのもう一つの名前が動物園の猿と同じ名前だったので消去法的にハヤトに決まったと自身の動画内で語った[42]。
- 動画内で視聴者に対し、｢君たちは文字だ！｣といい、週刊誌に載せられたこともあり、別の動画ではハヤトの野望初めての炎上になるところだったとも語っている。